# Joaquín Monasterio
Joaquín Antonio Monasterio Suárez (Santa Cruz de la Sierra, 13 de junio de 1984) es un exfutbolista y entrenador boliviano. Actualmente dirige a The Strongest de la Primera División de Bolivia. En su etapa como jugador se desempeñó en la demarcación de delantero.

## Futbolista
Monasterio debutó como jugador el 2004 a sus 20 años en Blooming. A finales de aquel año fue transferido a Primero de Mayo, club en el que estuvo durante tres temporadas. En 2007 se sumaría a Sport Boys, donde obtendría en título de goleador del torneo del campeonato cruceño.
En 2008 decidió terminar su carrera de futbolista a los 24 años jugando para Guabirá.

## Director técnico
En 2015 fue nombrado entrenador de las divisiones menores de Oriente Petrolero, cargo que ocupó hasta 2020, ya que a mediados de aquel año fue oficializado como nuevo entrenador del Vitória da Conquista del Campeonato Brasileño de Serie D. Monasterio debutó como entrenador del Vitória el 20 de septiembre por la 1.ª fecha del torneo de la Serie D 2020, con una victoria 2 a 0 ante el Coruripe.
Sin embargo el 15 de octubre el club informó que Monasterio no continuaría como DT del Vitória, según el comunicado del club en las redes sociales se informó que: "el proceso para obtener una visa de trabajo se viene arrastrando desde hace meses y debido a toda esta burocracia no fue posible continuar con el trabajo".
Dirigió a Vitória en 6 oportunidades con 3 triunfos, 1 empate y 2 derrotas.
En 2021 colaboró con Flavio Robatto en Nacional Potosí como asistente técnico.
En 2022 fue nombrado entrenador de  Universidad Cruceña y al año siguiente dirigió a Destroyers.
En julio de 2024 fue nombrado nuevo entrenador de Oriente Petrolero, tras la salida de Víctor Hugo Antelo.

## Selección nacional

### Categorías inferiores
Disputó el Sudamericano Sub-20 de 2003.
| Torneo                      | Sede    | Resultado    |
| --------------------------- | ------- | ------------ |
| Sudamericano Sub-20 de 2003 | Uruguay | Primera fase |

## Clubes

### Como jugador
| Club            | País    | Año         |
| --------------- | ------- | ----------- |
| Blooming        | Bolivia | 2003 - 2004 |
| Primero de Mayo | Bolivia | 2005 - 2006 |
| Sport Boys      | Bolivia | 2007        |
| Guabirá         | Bolivia | 2008        |

### Como asistente
| Club            | País    | Año  | Asistente de   |
| --------------- | ------- | ---- | -------------- |
| Nacional Potosí | Bolivia | 2021 | Flavio Robatto |

### Divisiones menores
| Club              | País    | Año         |
| ----------------- | ------- | ----------- |
| Oriente Petrolero | Bolivia | 2015 - 2020 |
| Oriente Petrolero | Bolivia | 2024        |

### Como entrenador
| Club                  | País    | Año         |
| --------------------- | ------- | ----------- |
| Vitória da Conquista  | Brasil  | 2020        |
| Universidad Cruceña   | Bolivia | 2022        |
| Destroyers            | Bolivia | 2023        |
| Oriente Petrolero     | Bolivia | 2024 - 2025 |
| San Antonio Bulo Bulo | Bolivia | 2025        |
| The Strongest         | Bolivia | 2025 -      |